# Riu d'Alta
El riu d'Alta (o Altaelva en noruec) (també en sami septentrional: Álttáeatnu; kven: Alattionjoki) és el tercer riu més llarg del comtat de Finnmark, Noruega. El riu neix a les muntanyes i llacs al municipi de Kautokeino, prop de la frontera amb el comtat de Troms i Finlàndia, just al sud del Parc Nacional Reisa. Amb 240 quilòmetres de llarg el riu flueix cap al nord al municipi d'Alta on desemboca al fiord d'Alta. El riu ha originat Sautso, un dels canyons més grans d'Europa en el seu camí des de l'altiplà Finnmarksvidda fins al mar. Els pobles de Kautokeino i Masi es troben al llarg del riu, a més de la ciutat d'Alta.
Durant els anys 1970 i 1980, el riu era el lloc de controvèrsia sobre la construcció d'una central hidroelèctrica. La central elèctrica d'Alta finalment va ser construïda el 1987.
El riu és un dels millors rius de salmó a Noruega, coneguda per la seva gran grandària de salmó. En altres temps, el salmó podia arribar a pesar fins a 33 quilograms, i encara els peixos fins a 24 quilograms. El 2011, van capturar fins a 1082 salmons al riu.

## Nom
Altaelva significa literalment "Riu Alta" en català. La versió en sami septentrional del nom és Álttáeatnu i la versió d'idioma kven del nom és Alattionjoki. La part del riu que està aigües amunt de la presa Alta també es diu Kautokeinoelva, que significa "riu de Kautokeino", ja que aquesta part del riu es troba al municipi de Kautokeino. Aquesta part del riu és també conegut com a Guovdageaineatnu o Eatnu en sami septentrional.